# Оврахове
Оврахове (до 2025 — Оврагове) — село в Україні, у Великоандрусівській сільській громаді Олександрійського району Кіровоградської області. Населення становить 59 осіб.

## Історія
05 червня 2025 року відповідно до Постанови Верховної Ради України № 4483-IX село Оврагове було перейменовано на село Оврахове. Постанова набула чинності 18 червня 2025 року.

## Населення
Згідно з переписом УРСР 1989 року чисельність наявного населення села становила 84 особи, з яких 26 чоловіків та 58 жінок.
За переписом населення України 2001 року в селі мешкало 59 осіб.

### Мова
Розподіл населення за рідною мовою за даними перепису 2001 року:
| Мова       | Відсоток |
| ---------- | -------- |
| українська | 91,53 %  |
| російська  | 8,47 %   |